# 天神羽衣
天神 羽衣（あまがみ うい、2004年9月1日 - ）は、日本のAV女優。C-more所属。

## 略歴
福岡生まれ、福岡育ち。「自分に自信を持ちたい」、「男の人の夢を叶える女優になりたい」と女優業を志し、2025年4月12日から13日にかけて福岡・UNION SODAにて行われた展覧会福岡「SOD展 天神降臨」にて初お披露目。
同年4月15日配信開始、5月22日発売、『今、福岡で1番エロくて可愛い女の子を鮮度100％で産地直送！糸島生まれの地元愛溢れる次世代スター！ 天神羽衣 AV DEBUT』（SODクリエイト）でAVデビュー。デビュー作はFANZA配信ランキングにおいて、配信日のデイリー1位を記録した。AV女優になったという自覚は撮影で口内発射された時に芽生えたという。

## 人物
- 趣味は映画鑑賞、特技はピアノ[1]。弓道[2]。
- 性の目覚めは小学校高学年。第二次性徴期で、男女が変わっていく中、女子の胸を見て「うわ、私と全然違う！」と衝撃を受け、男子の性器はどうなってるんだろうと思った[3]。高校1年でオナニーを自覚し、おかずを見ながら実践する[3]。ウーマナイザーを知ってからは自称「オナニー廃人」とのこと[5]。オナニー用のオカズ探し行程でAVの存在を知り、最初は素人ものや面白系のAV。徐々に好みはNTRものへと移行している[5]。
- 初体験は高校3年生の18歳[3]。気持ちよくなったのは4、5回目くらい[3]。

- ライターでカメラマンの神楽坂文人は「程よい肉付きのくびれボディ」と体型を褒めつつ、「攻めるの好きやけん、といった時折口をついて出る福岡弁も萌えます」と地方出身者ならではのポイントを指摘[8]、AVコラムニストの一劍浣春秋は「可能是SOD STAR近一年來最好的新人」（SOD STARの過去1年間で最高の新人）[9]と評価した。

## 作品

### アダルトビデオ
2025年
- 今、福岡で1番エロくて可愛い女の子を鮮度100％で産地直送！糸島生まれの地元愛溢れる次世代スター！ 天神羽衣 AV DEBUT（5月22日、SODクリエイト）[4]
- 福岡で一番エロくて愛される女優になるために、福岡在住の素人男性宅に突撃訪問！初々しい羽衣ちゃんを発射無制限でデリバリー！ 天神羽衣（6月26日、SODクリエイト）
- 博多っ子、発情。チ〇ポでイッでみたい福岡女子を1日かけてゲリラ性感開発。東京で開発3本番初イキドキュメント。 天神羽衣（7月24日、SODクリエイト）[10]
- 絶頂開発 小柄な敏感BODYをガクブル震わせながらジブン史上最高の激イキ！巨根大絶頂 天神羽衣（8月21日、SODクリエイト）

### 配信限定
- 今、福岡で一番かわうい博多っ娘 天神羽衣（20）（2025年4月29日、SODクリエイト）[11]

## 出演

### ウェブバラエティ
- タイトルなし【公式チャンネル】（2025年5月16日、6月6日、YouTube）

### ラジオ
- music × serendipity（Mセレ）（2025年7月7日[12]、LOVE FM）

### ウェブラジオ
- 気持ちのいい女たち（2025年7月19日、8月2日[13]、Podcast）